# Miss Mundo Brasil 2012
Miss Mundo Brasil 2012 foi a 7ª edição de um concurso de beleza feminino sob a gestão da MMB Produções & Eventos (representada pelo empresário Henrique Fontes), a 23ª edição de realização de uma disputa específica para a eleição da brasileira ao concurso de Miss Mundo e o 53º ano de participação do Brasil na disputa internacional. Esta edição ocorreu pela primeira vez no Estado do Rio Grande do Sul, tendo sua final realizada nos estúdios da Rede Pampa, com transmissão da TV UOL e pela própria TV Pampa. Disputaram o título seis (6) candidatas. Na ocasião, sagrou-se vencedora a representante do Estado do Rio de Janeiro,  Mariana Notarângelo da Fonsêca.

## Histórico

### Seleção
Pela primeira vez a etapa internacional do concurso Miss Mundo foi antecipada para os meses de julho e agosto, o que fez com que diversos países tivessem que aclamar ou promover seletivas especiais para escolher suas representantes. Inicialmente, todas as candidatas elegíveis pela organização (de edições anteriores) receberam um convite, e destas, trinta e uma (31) aceitaram entrar na disputa ao responder por e-mail: "Sim, eu quero participar". Quinze (15) seguiram na competição após envio de um vídeo de apresentação. As dez semifinalistas seguintes foram escolhidas com base em um vídeo mostrando seus respectivos talentos. Após avaliação dos vídeos e também das entrevistas, a organização do concurso anunciou as seis (6) finalistas, entre elas a vencedora da enquete de popularidade do site UOL, Andressa Mello do Rio Grande do Sul. Somente seis finalistas cumpriram as várias atividades na cidade de Porto Alegre, e o evento da coroação foi transmitido no dia 3 de abril, apresentado por Chris Barth, dentro do programa "Studio Pampa", da TV Pampa para todo o Rio Grande do Sul e pelo portal UOL para todo o mundo.

## Resultados

### Colocações
| Colocação                                    | Representação & Candidata                                                                    |
| -------------------------------------------- | -------------------------------------------------------------------------------------------- |
| Vencedora                                    | - Rio de Janeiro - Mariana Notarângelo                                                       |
| 2º. Lugar                                    | - Tocantins - Camila Serakides                                                               |
| 3º. Lugar                                    | - Pernambuco - Karine Barros                                                                 |
| Finalistas (Em ordem final de classificação) | - Amapá - Larissa Costa - Rio Grande do Sul - Andressa Mello - São Paulo - Mariane Silvestre |

### Premiações Especiais
O concurso distribuiu os seguintes prêmios este ano: 
| Colocação             | Representação & Candidata            |
| --------------------- | ------------------------------------ |
| Melhor Pele           | - Amapá - Larissa Costa              |
| Miss Popularidade UOL | - Rio Grande do Sul - Andressa Mello |

## Jurados

### Final
Ajudaram a eleger a vencedora:
1. Lucas Malvacini, Mister Brasil 2011;
2. Thayla Colling, apresentadora e modelo;
3. Sancler Frantz, apresentadora e modelo;
4. Fernanda Agnes, Miss Mundo Brasil 1997;
5. Dr. Juliano Crema, médico dermatologista;
6. Eunice Pratti, Miss Rio Grande do Sul 2005;
7. Willian Rech, Mister Rio Grande do Sul 2011;
8. Alexandre Trevisan, do fórum Miss Brazil On Board;
9. Alberto Dubal, correspondente do site Global Beauties;
10. Bruna Felisberto, Miss Rio Grande do Sul 2009;
11. Madalena Sbaraini, Miss Mundo Brasil 1977;
12. Jaqueline Raffler, apresentadora e modelo;
13. Suellen Ribeiro, apresentadora e modelo;

## Candidatas
Abaixo encontra-se a lista completa de candidatas deste ano:  

### Finalistas
| - Amapá - Larissa Costa - Pernambuco - Karine Barros - Rio de Janeiro - Mariana Notarângelo - Rio Grande do Sul - Andressa Mello - São Paulo - Mariane Silvestre - Tocantins - Camila Serakides |

### Top 10
| - Estados Unidos-Brasil - Carol Lassance - Minas Gerais - Juliane Késsia - Pará - Aline Sales - Santa Catarina - Dionara Lermen |

### Top 31
| - Alagoas - Daniella Borçato - Alagoas - Camila Reis - Alagoas - Morgana Mello - Amapá - Josilene Modesto - Amazonas - Cecília Stadler - Distrito Federal - Kellin Schmidt - Espírito Santo - Flávia Monteiro | - Goiás - Evelly Barbosa - Mato Grosso - Mariana Albuquerque - Pará - Priscila Winny - Paraíba - Benazira Djoco - Paraíba - Larissa Almeida - Paraná - Érica Henrique - Pernambuco - Isabelle Sampaio | - Pernambuco - Luzielle Vasconcellos - Pernambuco - Mayra Albuquerque - Piauí - Kahuany Tufaile - Rio Grande do Norte - Késsia Cortez - Rio Grande do Sul - Paula Helwanger - Santa Catarina - Mariana Bahtke - São Paulo - Ana Cecília Cunha |

## Designações
Candidatas designadas para representar o Brasil em concursos internacionais à convite da organização:
Legenda
      A representante do Brasil venceu a disputa.
       A representante do Brasil parou na 2ª colocação.
       A representante do Brasil parou na 3ª colocação.
| Candidata & Posição no concurso             | Concurso                                                                  | Posição                      |
| ------------------------------------------- | ------------------------------------------------------------------------- | ---------------------------- |
| Mariana Notarângelo (1ª colocada)           | Miss World 2012 (Final: Ordos, China)                                     | Top 07 · Rainha das Américas |
| Camila Serakides (2ª colocada)              | Miss Continente Americano 2012 (Final: Guaiaquil, Equador)                | Vencedora                    |
| Andressa Mello (5ª colocada)                | Miss Oriental Tourism 2012 (Final: Sichuan, China)                        | Top 10                       |
| Mariane Silvestre (6ª colocada)             | Miss Supranational 2012 (Final: Varsóvia, Polônia)                        |                              |
| Aline Reis (7ª colocada em 2011)            | Reinado Internacional del Café 2012 (Final: Manizales, Colômbia)          | 5ª Colocada                  |
| Juliane Késsia (8ª colocada em 2011)        | Reinado Panamericano de la Caña de Azúcar 2012 (Final: Cali, Colômbia)    |                              |
| Jeanine de Castro (10ª colocada em 2009)    | Reina Hispanoamericana 2012 (Final: Santa Cruz de la Sierra, Bolívia)     | 5ª Colocada                  |
| Stephanie Figueiredo (16ª colocada em 2011) | Miss Tourism Queen of the Year International 2012 (Final: Nanjing, China) | Top 10                       |
| Nataly Uchôa (23ª colocada em 2011)         | Reinado Internacional de la Ganadería 2012 (Final: Montería, Colômbia)    |                              |
| Camilla Reis (37ª colocada em 2009)         | Bride of the World 2012 (Final: Macau, China)                             | Top 05                       |